# Powiat szczuczyński (województwo nowogródzkie)
Powiat szczuczyński – powiat w województwie nowogródzkim II Rzeczypospolitej z siedzibą w Szczuczynie, utworzony 21 maja 1929 z części powiatu lidzkiego i powiatu grodzieńskiego województwa białostockiego. 
Pod względem administracji poborowej powiat szczuczyński podlegał Powiatowej Komendzie Uzupełnień Lida (od 1 września 1938 roku – Komenda Rejonu Uzupełnień Lida).

## Gminy
W nawiasie podano powiat, z którego przyłączono gminę
- Dziembrów (lidzki)
- Kamionka (grodzieński)
- Lebioda (lidzki)
- Nowy Dwór (lidzki)
- Orla (lidzki)
- Ostryna (lidzki)
- Różanka (lidzki)
- Sobakińce (lidzki)
- Szczuczyn (lidzki)
- Wasiliszki (lidzki)
- Żołudek (lidzki)